# Oracle Application Express
Oracle APEX (w poprzednich wersjach Oracle HTML-DB) – udostępniane przez firmę Oracle darmowa platforma niskokodowa do tworzenia aplikacji internetowych w oparciu o bazę danych Oracle począwszy od wersji 9.2. Środowisko dostępne jest bezpłatnie w ramach licencji bazy danych Oracle.
Dzięki wykorzystaniu Oracle APEX możliwe jest tworzenie aplikacji internetowych bez znajomości języków HTML, JavaScript oraz języków i frameworków powszechnie wykorzystywanych do programowania logiki programu (PHP, Java EE, .NET itp.). Application Express instalowany jest na bazie danych Oracle (także darmowej Oracle XE) zapewniając automatyczne połączenie pomiędzy aplikacją i bazą. Aplikacje publikowane są na wbudowanym w bazę serwerze Apache lub serwerze użytkownika (oficjalnie wspierane są Weblogic, Tomcat i Glassfish) z zainstalowanym komponentem Oracle REST Database Services.
APEX oferuje zbiór gotowych komponentów do budowy strony WWW, możliwość zmiany wyglądu poprzez specjalnie przygotowane szablony (podobne w działaniu do tzw. skórek) oraz narzędzia do pobierania, dodawania i modyfikacji danych z bazy bez znajomości języka SQL. Pozwala na kontrolę autoryzacji użytkowników na wielu poziomach aplikacji. Cały proces tworzenia aplikacji może przebiegać bez konieczności pisania kodu. Zaawansowani programiści mają możliwość pisania skryptów (JavaScript), procedur PL/SQL oraz integracji tworzonych aplikacji z zewnętrznymi źródłami (np. biblioteki JS, usługi sieciowe, serwery druku) bez ingerencji w kod samego APEXa.
APEX może być zainstalowany na każdej platformie współpracującej z bazą danych Oracle. Jednakże tworzenie i używanie aplikacji odbywa się przez przeglądarkę WWW i jest całkowicie niezależne platformowo.
Wadą APEX-a jest zamknięty kod, trudności z tworzeniem własnych szablonów wyglądu oraz niedostatecznie rozbudowany proces wykrywania błędów (debugging) i brak narzędzia kontroli wersji.
Wersja (5.0) została rozbudowana m.in. o nowy Page Designer, ulepszone interaktywne oraz mobilne raportowanie, obsługę deklaratywną okien modalnych i szablony wyglądu zgodne z HTML5 i Responsive Web Design.
Wraz z wersją (5.2) została zmieniona numeracja na 18.1, oznaczającą rok i numer kwartału wydania. Zmiana ta związana jest z nową nomenklaturą numeracji Oracle. Najnowsza wersja aplikacji Oracle APEX to 22.2 i została wypuszczona 10.11.2022.

## App Builder[4]
Główne narzędzie do wizualnego tworzenia, rozwoju, monitorowania użycia i publikacji aplikacji. Umożliwia także przygotowanie gotowego szablonu aplikacji, zawierającego szereg najczęściej wykorzystywanych funkcjonalności, za pomocą wbudowanego kreatora (blueprint). Możliwe jest również skorzystanie z kreatora tworzącego aplikację na podstawie istniejących danych zawartych w plikach csv lub xls.

## SQL Workshop[5]
Klient SQL umożliwiający wszelkie operacje na danych zawartych w bazie, tworzenie i modyfikację struktur danych, oraz programowanie w języku pl/sql.

### QuickSQL
Generator kodu SQL oraz pl/sql umożliwiający szybkie tworzenie struktur danych, oraz obsługujących je API zgodnie z zasadami najlepszych praktyk programistycznych.

### RESTful Service
Wizualny interfejs do konfigurowania web-serwisów REST-owych umożliwiających udostępnianie danych poprzez sieć.

## TeamDevelopment
Zestaw wbudowanych narzędzi umożliwiających zarządzanie cyklem rozwoju aplikacji, pracą programistów, śledzeniem błędów i kamieni milowych. Użytkownicy aplikacji mogą również przekazywać w czasie rzeczywistym informacje zwrotne, które następnie można zakwalifikować do czynności do zrobienia, błędów lub funkcji, oraz przypisać je do konkretnego programisty.

## Packaged Apps[6]
Zestaw bezpłatnych aplikacji gotowych do instalacji i bezpłatnego użytku. Wśród nich znajdują się aplikacje demonstracyjne, pokazujące możliwości środowiska APEX oraz pełnoprawne aplikacje biznesowe, które z powodzeniem mogą zostać wykorzystane w firmie.